# Argentario (antica Roma)
L'argentario, nell'antica Roma, era colui che svolgeva un'attività assai simile a quella del banchiere attuale. La prima notizia di tale mestiere risale al 250 a.C. durante le guerre contro i Sanniti. Non va confuso con l'artigiano (faber argentarius) che produceva oggetti in argento e neppure con l'operaio della zecca che coniava le monete d'argento.
Gli argentari, presenti nella storia romana dal III secolo a.C. al II secolo d.C., oltre che a dedicarsi a operazioni bancarie e creditizie potevano operare vere e proprie speculazioni finanziarie.
Tali antichi banchieri erano lavoratori privati non sottoposti al controllo dello stato che esercitavano il loro mestiere nelle tabernae del foro, in negozi o in banchi di proprietà statale dove prevalentemente si occupavano del cambio della moneta.
Gli argentarii erano chiamati anche argenteae mensae exercitores, argenti distractores e negotiatores stipis argentariae e venivano distinti dai mensari, una sorta di banchieri pubblici riconosciuti dallo stato, e dai nummulari, esperti che avevano il ruolo di identificare  le monete autentiche da quelle false e che spesso collaboravano con gli argentari.
A testimonianza dell'importanza della loro professione diversi luoghi della Roma antica erano a loro intitolati come l'Arco degli Argentari, vicino al successivo Arco di Giano. Il nuovo arco, dove erano le tabernae (uffici) degli argentari, fu da loro eretto assieme ai commercianti di buoi del Foro Boario nel 204 d.C. in onore dell'imperatore e dei suoi figli. Anche la strada che collegava il Foro al Campo Marzio era chiamata Clivus Argentarius e nel foro di Cesare sorgeva una Basilica Argentaria.

## Le attività

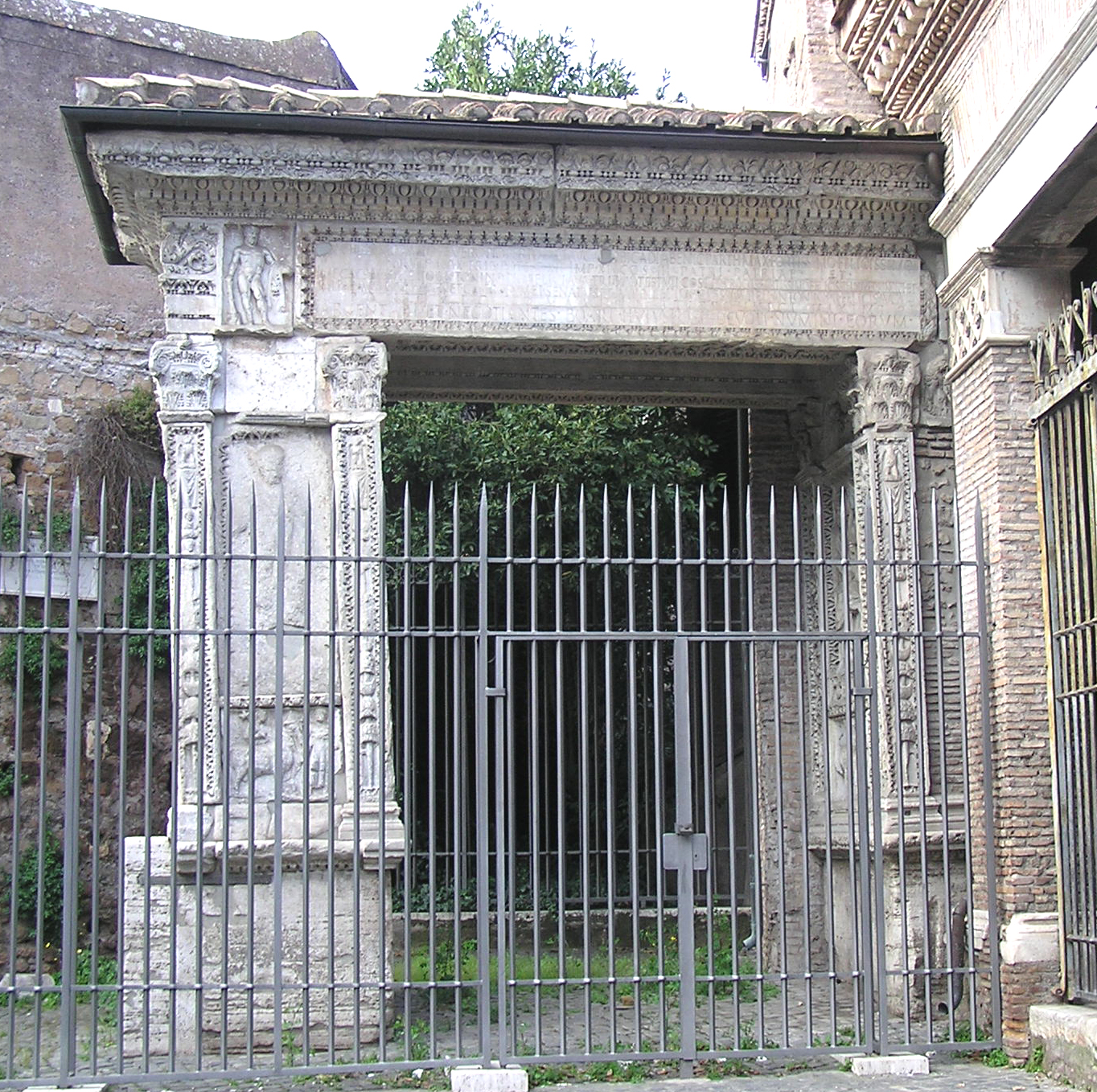
Arco degli Argentari in Roma

Il lavoro degli argentari, che coincideva talora con quello dei mensari, era collegato a tutto ciò che riguardava il denaro o gli affari commerciali e in particolare consisteva:
- nella permutatio, cioè nel cambio di moneta straniera con quella romana dietro il pagamento di un piccolo aggio (collybus) per il servizio reso [7].

Quando si diffuse a Roma l'uso, proveniente dalla Grecia,  della cambiale o delle lettere di credito  era possibile ad esempio attraverso gli argentari trasferire somme di denaro da pagare da un debitore romano ad un creditore ad Atene presso un banchiere greco . Questo tipo di operazioni comportavano per gli argentari la necessità di essere informati sul valore corrente delle monete in luoghi e tempi diversi ;
- nel depositum, detenzione e custodia di somme di denaro per conto di altri. In questo caso chi depositava il proprio denaro per non tenerlo presso di sé o per incaricare l'argentario di saldare somme dovute non riceveva alcun interesse (vacua pecunia) sul denaro depositato. L'argentario riceveva dal depositante l'ordine di pagamento o a voce o per mezzo di una specie di assegno (perscriptio)[11]. Quando il denaro veniva depositato in cambio della corresponsione di un interesse (in questo caso si parlava di creditum) da corrispondere dall'argentario, questi poteva utilizzare il denaro del suo cliente per intraprendere i suoi affari personali.

Quando il pagamento veniva corrisposto dall'argentario veniva chiamato per mensam, de mensa, o per mensae scripturam, mentre se era il debitore in persona a saldare il suo debito si diceva ex arca o de domo. Se chi riceveva il pagamento ordinato tramite la perscriptio aveva un'apertura di conto presso lo stesso argentario che doveva saldarlo, il denaro poteva essere depositato in cambio di un interesse.
Di questi movimenti monetari gli argentari, che molto probabilmente conoscevano le regole di quella che oggi chiamiamo "partita doppia", ne tenevano la trascrizione in conti precisi riportati in libri chiamati codices, tabulae o rationes dove venivano puntualmente annotati o cancellati i nomi dei debitori e dei creditori (nomen expedire o expungere) con tale precisione, soprattutto per le date, che erano ritenuti testimonianze affidabili di prova nei tribunali ;
- nella intermediazione per vendite o acquisti. Un'attività questa probabilmente molto antica nella quale risulta che gli argentari si dedicavano alla vendita di tenute fondiarie o di una eredità [15].
- nella partecipazione ad aste pubbliche dove gli argentari erano quasi sempre presenti in persona o tramite i loro impiegati o servi (coactores) che avevano il compito di registrare  gli articoli venduti, i prezzi e gli acquirenti [16];
- nel saggiare l'autenticità delle monete (probatio nummorum) contro i frequenti casi di falsificazione o quando si trattasse di stabilire il valore di monete straniere o nei casi di ingenti trasferimenti di denaro. Per questa loro competenza spesso erano presenti come pubblici ufficiali negli uffici del dazio. Le perizie degli argentari vennero ritenute probatorie dalla specifica legge del pretore nipote di Gaio Mario (157 a.C.–86 a.C.), Marcus Marius Gratidianus, autore di una riforma monetaria.[17];
- nella venditio solidorum, nell'obbligo di acquistare denaro appena coniato per farlo rapidamente circolare. Questa attività viene esercitata solo in epoca imperiale [18] ed imposta dallo Stato agli argentari che pure non erano pubblici ufficiali.

Gli argentari, che erano in numero molto ridotto, si associavano in una corporazione divisa in societates che avevano esclusivamente la facoltà di ammettere nuovi membri  a condizione che fossero uomini liberi. Se anche gli schiavi vengono talora menzionati come argentari si trattava in genere di impiegati dei loro padroni che erano gli unici responsabili degli affari trattati, anche in quei casi in cui gli schiavi partecipassero alle transazioni con i loro risparmi personali (peculium)..

## La considerazione sociale
Gli argentari godettero di privilegi speciali durante l'Impero soprattutto da parte loro patrono Giustiniano  il che non toglie che fossero severamente puniti se avessero compiuto malversazioni 
e che le loro attività fossero sorvegliate dal praefectus urbi 
Contrastante era il giudizio che i contemporanei avevano degli argentari: alcuni li ritenevano rispettabili e degni di onorevole considerazione   mentre altri li disprezzavano apertamente .
Le differenti valutazioni risalgono al fatto che bisogna distinguere tra gli argentari, ricchi e rispettabili affaristi collegati all'alta società e quelli che facevano piccoli affari magari anche praticando l'usura e per questo venendo malamente giudicati.